# Цишовиці
Цишовиці (пол. Ciszowice) — село в Польщі, у гміні Харшниця Меховського повіту Малопольського воєводства.
Населення — 248 осіб (2011).
У 1975-1998 роках село належало до Келецького воєводства.

## Демографія
Демографічна структура станом на 31 березня 2011 року:
|          | Загалом | Допрацездатний вік | Працездатний вік | Постпрацездатний вік |
| -------- | ------- | ------------------ | ---------------- | -------------------- |
| Чоловіки | 121     | 22                 | 83               | 16                   |
| Жінки    | 127     | 25                 | 68               | 34                   |
| Разом    | 248     | 47                 | 151              | 50                   |